# Bice Minori
Bice Minori (Serrone, 17 dicembre 1923 – Roma, 5 aprile 2015) è stata una costumista italiana.

## Biografia
Iniziò la sua attività a Roma, presso la sede RAI TV in Via Teleuda. Fu la sarta personale di Eduardo de Filippo durante le riprese TV delle commedie dell'attore. Nel 1968 realizzò i costumi per l'Orlando Furioso diretto da Luca Ronconi al Festival dei Due Mondi di Spoleto; da allora prese a collaborare con noti registi romani (Nanni, Sepe, Corsini, Perlini). Nel 1984 fondò la società BI.MI. s.a.s., realizzando costumi per importanti produzioni teatrali e cinematografiche. Nel 2008 la BI.MI. s.a.s. donò alcuni dei costumi dei suoi spettacoli al Comune di Serrone, permettendo così l'inaugurazione della mostra permanente "Il Costume, l'Attore, il Personaggio".
Morì nel 2015. Nel 2017 la società fu rilevata dalla sartoria cine-teatrale LabCostume, che ne continua la tradizione.

## Teatro (parziale)
- Orlando Furioso, regia di Luca Ronconi (1968)
- Masaniello, A. Pugliese (1974)
- Gatta Cenerentola, regia di Roberto de Simone (1976)
- La Mandragola, Raffaele Melloni (1975)
- In Albis, regia di Giancarlo Sepe (1982)
- La vedova scaltra, regia di Giorgio Ferrara (1983)
- Vestire gli ignudi, regia di Giancarlo Sepe (1985)
- L’uomo, la bestia e la virtù, regia di Luigi Squarzina (1985)
- Enrico IV, regia di Nello Rossati (1985)
- Arsenico e vecchi merletti, regia di Filippo Crivelli (1984-1985)
- Anna dei miracoli, regia di Giancarlo Sepe (1986)
- Sogno di una notte di mezz’estate, Glauco Mauri (1988)
- Girotondo, regia di Carlo Rivolta (1988)
- Vita e morte di Cappuccetto Rosso, regia di Attilio Corsini (1989)
- Filomena Marturano, regia di Egisto Marcucci (1986)
- Notre Dame de Paris, regia di Gille Maheu (2001)
- Il marito ideale, regia di Mario Missiroli (2002)
- Una commedia in famiglia, regia di Aldo Giuffrè (2003)

## Riconoscimenti
- Premio Rocca d'Oro città di Serrone 1983
- Premio alla Carriera Clesis Arte Roma 1999
- Premio Quaderni Radicali Campidoglio, Roma 1999